# Noah Kenshin Browne
Noah Kenshin Browne (escritura japonesa: ブラウンノア賢信 (Browne Noah Kenshin); Canadá, 27 de mayo de 2001) es un futbolista japonés que juega como delantero en el Fagiano Okayama de la J1 League de Japón.

## Clubes
| Club                       | País  | Año       |
| -------------------------- | ----- | --------- |
| Yokohama F. Marinos        | Japón | 2019-2020 |
| Kamatamare Sanuki          | Japón | 2020      |
| Mito HollyHock             | Japón | 2021      |
| Azul Claro Numazu (cedido) | Japón | 2021      |
| Azul Claro Numazu          | Japón | 2022-2023 |
| Tokushima Vortis           | Japón | 2024      |
| Fagiano Okayama            | Japón | 2025-     |